# Ferran Torres
Ferran Torres García (ur. 29 lutego 2000 w Foios) – hiszpański piłkarz, występujący na pozycji napastnika w hiszpańskim klubie FC Barcelona oraz w reprezentacji Hiszpanii. Zwycięzca Mistrzostw Europy 2024.

## Kariera klubowa

### Valencia CF
Torres zaczynał karierę w 2006, kiedy to dołączył do Valencii. 15 października 2016 zadebiutował w seniorskiej karierze, rozgrywając mecz Segunda División B w barwach rezerwach Valencii z RCD Mallorca B. 26 sierpnia 2017 w meczu z CF Peralada (4:1) strzelił premierowego gola w seniorskiej karierze.
30 listopada 2017 zadebiutował w pierwszym zespole w wygranym 4:1 meczu Pucharu Króla z Realem Zaragoza. W Primera División zadebiutował 16 grudnia w meczu z SD Eibar (1:2), stając się pierwszym zawodnikiem urodzonym w XXI wieku w historii ligi hiszpańskiej, który wystąpił w ligowym meczu. 23 października 2018 zadebiutował w rozgrywkach Ligi Mistrzów UEFA w meczu z BSC Young Boys (1:1). 19 stycznia 2019 w meczu przeciwko Celta Vigo strzelił pierwszego gola w La Lidze. 5 listopada strzelił pierwszego gola w Lidze Mistrzów, strzelając przeciwko OSC Lille.

### Manchester City
4 sierpnia 2020 Torres podpisał pięcioletni kontrakt z Manchesterem City, który zapłacił za niego 27 milionów euro. W angielskim klubie zadebiutował 21 września w meczu Premier League przeciwko Wolverhampton (3:1). 30 września, trafiając w meczu Pucharu Ligi Angielskiej z Burnley, Torres strzelił pierwszą bramkę dla Manchesteru. 
21 października 2020 w pierwszym meczu w barwach Manchesteru w Lidze Mistrzów UEFA przeciwko FC Porto (3:1) zanotował również swoje premierowe trafienie. Pierwszą bramkę w lidze strzelił 28 listopada w wygranym 5:0 meczu z Burnley. 14 maja 2021 w ligowym starciu z Newcastle United zanotował hat-tricka.

### FC Barcelona
28 grudnia 2021 FC Barcelona ogłosiła pozyskanie Torresa, który podpisał pięcioletni kontrakt, w którym została zawarta klazula wykupu w wysokości jednego miliarda euro. 12 stycznia 2022 zadebiutował w Barcelonie w przegranym 3:2 meczu w Superpucharze Hiszpanii. 20 stycznia w swoim drugim występie dla Dumy Katalonii strzelił bramkę w przegranym 3:2 meczu Pucharu Króla z Athletic Bilbao. 23 stycznia w spotkaniu z Deportivo Alavés zadebiutował w Primera División. 6 marca w wygranym 2:1 meczu z Elche CF strzelił pierwszą bramkę w lidze. 20 marca 2022 strzelił bramkę oraz zanotował asystę przy golu Pierre-Emerick Aubameyanga w wygranym 4:0 meczu przeciwko Realowi Madryt.

## Kariera reprezentacyjna
3 września 2020 zadebiutował w reprezentacji Hiszpanii w meczu Ligi Narodów z Niemcami (1:1). Pierwszą bramkę zanotował w drugim reprezentacyjnym meczu – przeciwko reprezentacji Ukrainy. 17 listopada skompletował hat-tricka, trzykrotnie pokonując bramkarza reprezentacji Niemiec, Manuela Neuera w wygranym 6:0 meczu Ligi Narodów.
23 listopada 2022 zanotował dublet w wygranym 7:0 meczu Mistrzostw Świata 2022 z Kostaryką.

## Statystyki

### Klubowe
(aktualne na 11 maja 2025)
| Klub               | Sezon              | Liga               | Liga  | Liga   | Puchar kraju | Puchar kraju | Puchar ligi | Puchar ligi | Europa | Europa | Inne  | Inne   | Razem | Razem  |
| Klub               | Sezon              | Liga               | Mecze | Bramki | Mecze        | Bramki       | Mecze       | Bramki      | Mecze  | Bramki | Mecze | Bramki | Mecze | Bramki |
| ------------------ | ------------------ | ------------------ | ----- | ------ | ------------ | ------------ | ----------- | ----------- | ------ | ------ | ----- | ------ | ----- | ------ |
| Valencia B         | 2016/2017          | Segunda División B | 2     | 0      | —            | —            | —           | —           | —      | —      | —     | —      | 2     | 0      |
| Valencia B         | 2017/2018          | Segunda División B | 10    | 1      | —            | —            | —           | —           | —      | —      | —     | —      | 10    | 1      |
| Valencia B         | Ogólnie            | Ogólnie            | 12    | 1      | 0            | 0            | 0           | 0           | 0      | 0      | 0     | 0      | 12    | 1      |
| Valencia CF        | 2017/2018          | Primera División   | 13    | 0      | 3            | 0            | –           | –           | –      | –      | –     | –      | 16    | 0      |
| Valencia CF        | 2018/2019          | Primera División   | 24    | 2      | 6            | 1            | –           | –           | 7      | 0      | –     | –      | 37    | 3      |
| Valencia CF        | 2019/2020          | Primera División   | 34    | 4      | 3            | 0            | –           | –           | 6      | 2      | 1     | 0      | 44    | 6      |
| Valencia CF        | Ogólnie            | Ogólnie            | 71    | 6      | 12           | 1            | 0           | 0           | 13     | 2      | 1     | 0      | 97    | 9      |
| Manchester City    | 2020/2021          | Premier League     | 24    | 7      | 3            | 1            | 3           | 1           | 6      | 4      | –     | –      | 36    | 13     |
| Manchester City    | 2021/2022          | Premier League     | 4     | 2      | 0            | 0            | 1           | 1           | 1      | 0      | 1     | 0      | 7     | 3      |
| Manchester City    | Ogólnie            | Ogólnie            | 28    | 9      | 3            | 1            | 4           | 2           | 7      | 4      | 1     | 0      | 43    | 16     |
| FC Barcelona       | 2021/2022          | Primera División   | 18    | 4      | 1            | 1            | –           | –           | 6      | 2      | 1     | 0      | 26    | 7      |
| FC Barcelona       | 2022/2023          | Primera División   | 33    | 4      | 4            | 0            | –           | –           | 7      | 3      | 1     | 0      | 45    | 7      |
| FC Barcelona       | 2023/2024          | Primera División   | 29    | 7      | 3            | 1            | –           | –           | 8      | 3      | 2     | 0      | 42    | 11     |
| FC Barcelona       | 2024/2025          | Primera División   | 27    | 10     | 5            | 6            | –           | –           | 11     | 3      | 2     | 0      | 45    | 19     |
| FC Barcelona       | Ogólnie            | Ogólnie            | 107   | 25     | 13           | 8            | 0           | 0           | 32     | 11     | 6     | 0      | 158   | 44     |
| Ogólnie w karierze | Ogólnie w karierze | Ogólnie w karierze | 218   | 41     | 28           | 10           | 4           | 2           | 52     | 17     | 8     | 0      | 310   | 70     |

### Reprezentacyjne
(aktualne na 22 października 2024)
| Reprezentacja | Rok     | Mecze | Bramki |
| ------------- | ------- | ----- | ------ |
| Hiszpania     | 2020    | 7     | 4      |
| Hiszpania     | 2021    | 15    | 8      |
| Hiszpania     | 2022    | 13    | 3      |
| Hiszpania     | 2023    | 5     | 3      |
| Hiszpania     | 2024    | 8     | 3      |
| Łącznie       | Łącznie | 48    | 21     |

## Sukcesy

### Valencia CF
- Puchar Króla: 2018/2019

### Manchester City
- Mistrzostwo Anglii: 2020/2021
- Puchar Ligi Angielskiej: 2020/2021

### FC Barcelona
- Mistrzostwo Hiszpanii: 2022/2023, 2024/2025
- Superpuchar Hiszpanii: 2022/2023, 2024/2025
- Puchar Króla: 2024/2025

### Reprezentacyjne
- Złoty medal Mistrzostw Europy 2024
- Liga Narodów UEFA:  Wicemistrzostwo: 2020/2021

### Indywidualne
- Król strzelców Ligi Narodów UEFA: 2020/2021 (6 goli)[c]